# Balkanski kup (reprezentacije)
Balkanski kup, bilo je međunarodno nogometno natjecanje na kojemu su se natjecale reprezentacije Rumunjske, Jugoslavije, Turske, Bugarske, Grčke, Mađarske i Albanije.
Održavao se od 1929. do 1936., od 1946. do 1948., te od 1973. do 1976. i od 1977. do 1980. godine. Četiri je puta pobijedila Rumunjska, triput Bugarska, Jugoslavija dvaput, a po jednom Albanija i Mađarska.